# Florey (cratera)

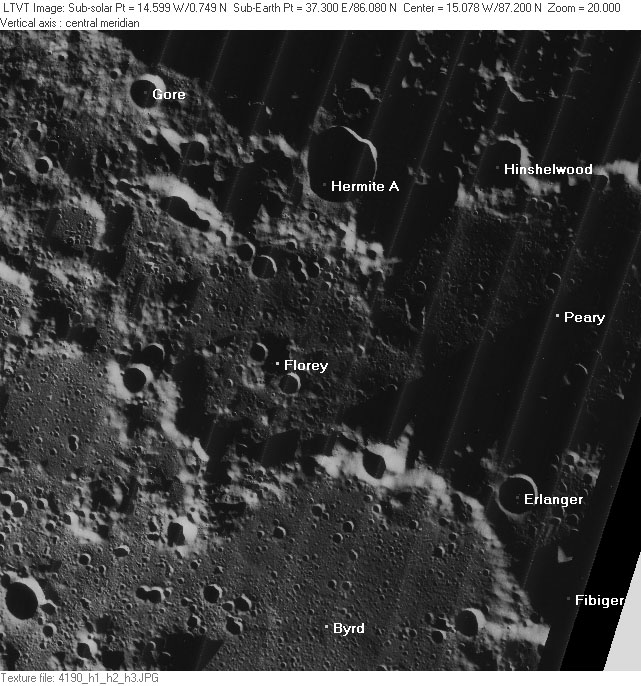
Foto rotulada mostrando a localização de várias crateras, Florey no centro. (Clique para ampliar)

Florey é uma cratera de impacto lunar no lado próximo lunar perto do pólo norte. Florey é diretamente adjacente à cratera Byrd (diâmetro de 94   km) para a cratera Sudeste e Peary (diâmetro de 73   km) para o norte. A cratera leva o nome do cientista australiano Howard Florey . A cratera foi nomeada pela IAU em 2009.